# Eduardo Malásquez
Eduardo Hugo Malásquez Maldonado (Lima, 13 d'octubre de 1957) és un exfutbolista peruà de la dècada de 1980.
Fou internacional i va formar part de l'equip peruà a la Copa del Món de 1982.
Pel que fa a clubs, destacà defensant els colors de Deportivo Municipal, Medellín, Universitario i FC Atlas.